# Nazmi Avluca
Nazmi Avluca (* 14. listopadu 1976 Kargı, Turecko) je bývalý turecký zápasník klasik, bronzový olympijský medailista z roku 2008.

## Sportovní kariéra
Zápasení se věnoval od útlého dětství. S klasickým stylem zápasení začínal ve 12 letech ve městě Bolu. Vrcholově se připravoval v hlavním městě Ankaře. V turecké seniorské reprezentaci se pohyboval od poloviny devadesátých let ve velterové váze do 76 (74) kg. V roce 1996 startoval na olympijských hrách v Atlantě a postoupil do třetího kola. V roce 2000 startoval na olympijských hrách v Sydney a nepostoupil ze základní skupiny přes Korejce Kim Čin-sua. Se změny váhových limitů od roku 2002 přešel do vyšší střední váhy do 84 kg, ve které byl první dva roky reprezentační dvojkou za Hamzou Yerlikayou a v roce 2004 nebyl nominován na olympijské hry v Athénách. V roce 2008 startoval na olympijských hrách v Pekingu a vybojoval bronzovou olympijskou medaili. V roce 2012 startoval na svých čtvrtých olympijských hrách v Londýně a nepřešel přes úvodní kolo.

## Výsledky
| Turnaj             | 1995           | 1996           | 1997           | 1998           | 1999           | 2000           | 2001           | 2002         | 2003         | 2004         | 2005         | 2006         | 2007         | 2008         | 2009         | 2010         | 2011         | 2012         |
| Turnaj             | 19             | 20             | 21             | 22             | 23             | 24             | 25             | 26           | 27           | 28           | 29           | 30           | 31           | 32           | 33           | 34           | 35           | 36           |
| Turnaj             | velterová váha | velterová váha | velterová váha | velterová váha | velterová váha | velterová váha | velterová váha | střední váha | střední váha | střední váha | střední váha | střední váha | střední váha | střední váha | střední váha | střední váha | střední váha | střední váha |
| ------------------ | -------------- | -------------- | -------------- | -------------- | -------------- | -------------- | -------------- | ------------ | ------------ | ------------ | ------------ | ------------ | ------------ | ------------ | ------------ | ------------ | ------------ | ------------ |
| Olympijské hry     |                | úč.            |                |                |                | úč.            |                |              |              | —            |              |              |              | 3.           |              |              |              | úč.          |
| Mistrovství světa  | úč.            |                | 6.             | 3.             | 1.             |                | úč.            | —            | —            |              | 3.           | 2.           | 7.           |              | 1.           | 5.           | 3.           |              |
| Mistrovství Evropy | 1.             | —              | —              | 3.             | úč.            | —              | 3.             | —            | úč.          | 1.           | —            | 3.           | úč.          | 1.           | 2.           | 1.           | —            | —            |